# 陶森大學
陶森大学（简称TU，有时直接称作Towson）是巴尔的摩县的一所公立大学，是马里兰大学系统的一部分。
陶森大学成立于1866年。起初，陶森大学是马里兰州的第一所教师培训学校。目前，陶森大学有8个学院，2万多名学生。陶森大学是马里兰州最大的公立大学，也是州内输出教师最多的学校。